# 立神岩 (佐賀県)

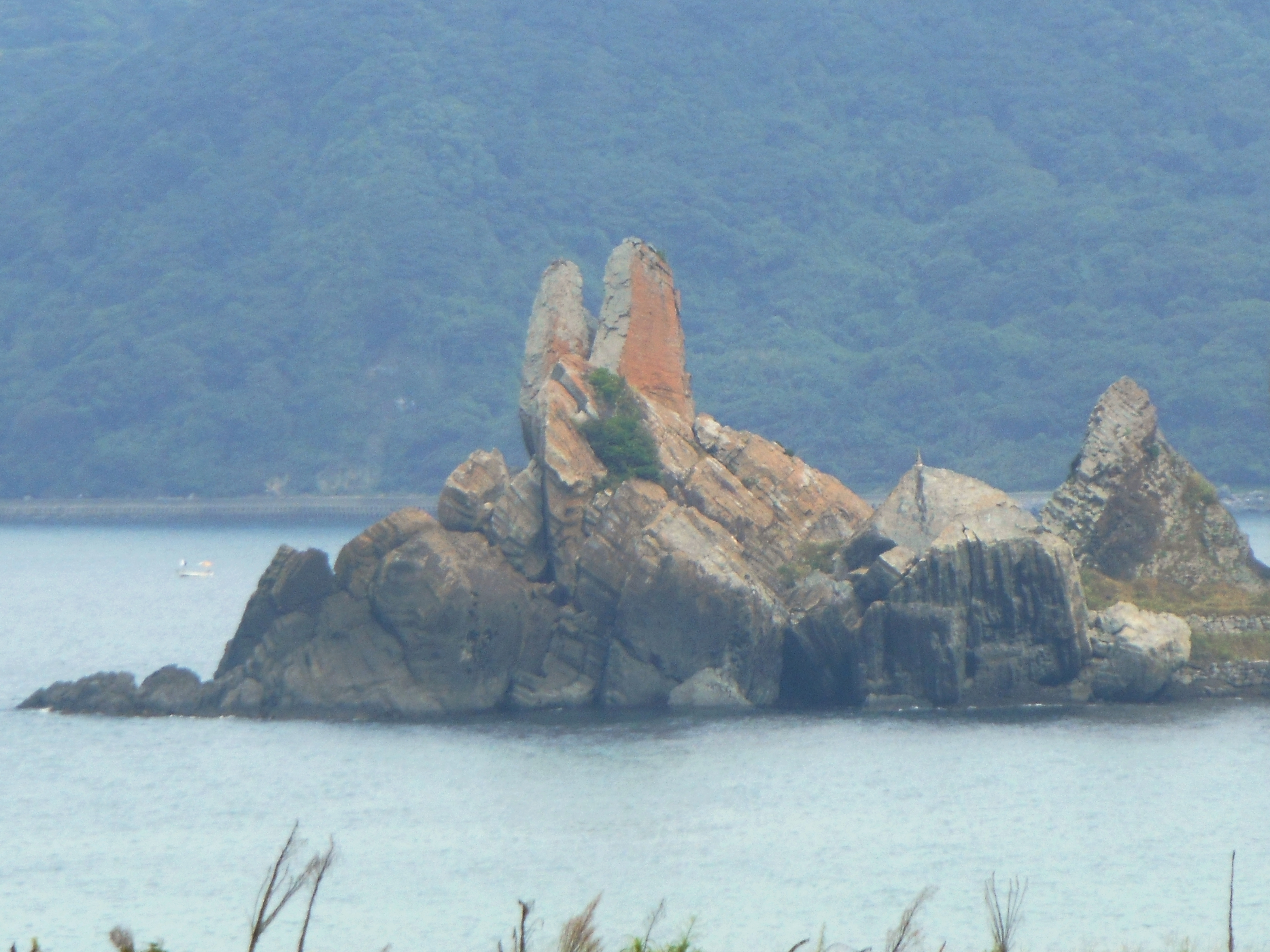
屋形石の国道382号から遠望する立神岩の双柱

立神岩（たてがみいわ）は、佐賀県唐津市湊町岡の海岸にある岩柱。玄界灘に面し、玄海国定公園の景勝地のひとつ。

## 地理・地質
東松浦半島の北東、唐津市北部に位置し、古くは「鰐が浦」と呼ばれた湊の海岸の中で、北東には神集島と相対する女瀬の鼻を突端とした磯の西側にある。
玄界灘を一望し、西には七ツ釜のある土器崎が見える。また、土器崎や屋形石付近の国道382号、神集島、上場台地の丘陵地帯の一部からは立神岩を遠望することができる。
周囲6m、高さ約30mまたは約40mの2つの大きな岩柱が特徴的で、別名夫婦岩（めおといわ）ともいい、それぞれ男岩・女岩と呼ぶ。岩質は玄武岩で、灰黒色の岩肌には柱状節理が見える。荒波の侵食などにより形成されたと考えられる。
「湊の立神岩」として1976年（昭和51年）3月1日に唐津市の天然記念物に指定されている。
岩の中の洞窟には石仏像が安置されている。映画『花筐/HANAGATAMI』（2017年）ではこの洞窟のシーンが登場する。

## サーフィン
西側の海岸は小さな湾になっていて、九州のサーフィン発祥地と称される。近隣にはサーフショップなども所在する。

## 観光
岩の西側には立神園地（立神岩園地）があって海岸に沿う遊歩道がある。小規模な駐車場（3台収容）とトイレを併設する。西から接近すると、2本がちょうど重なり合う位置にあるため女岩が隠れてしまい、男岩1本しか見えない。
東には丘の遊歩道（湊さくらの丘公園）と上からの展望台（立神岩見晴らしの丘）がある。西方には夕日も望める。
なお、岩柱のすぐそばにあたる遊歩道の端には、危険性などから立ち入りを控えるよう呼びかける看板が掲げられている。

### アクセス
- 昭和バス「湊」停留所（湊線、市内線）から徒歩約7分[2][7]
- 唐津駅からタクシーで約20分[7]

## 近隣施設
- 玄海みなとん里 - 農・水産物直売所
- 唐津市立湊中学校
- 女瀬鼻灯台
- 湊浜漁港

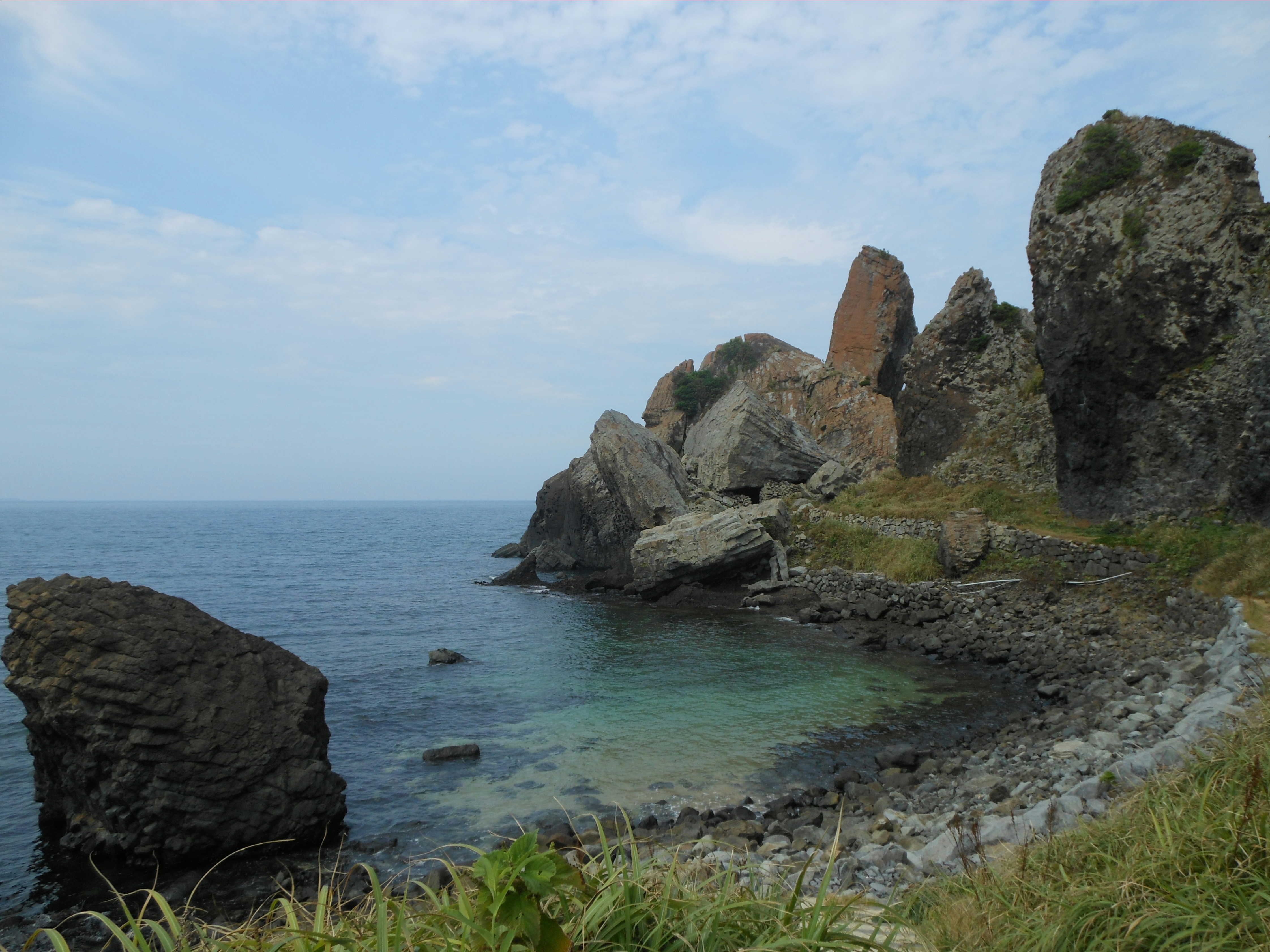
立神園地の遊歩道から（女岩は男岩の後ろに隠れている）
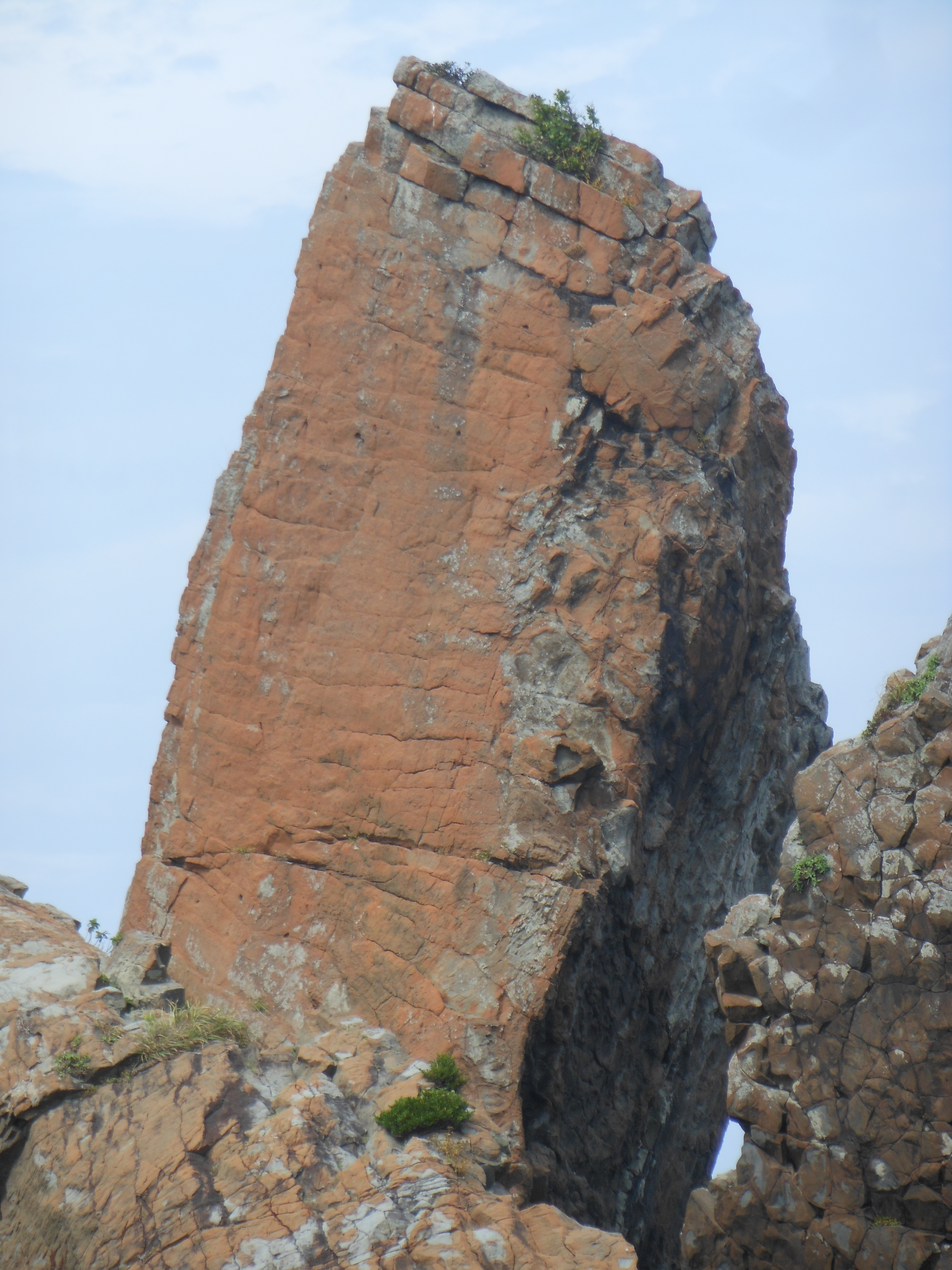
同左・男岩の拡大
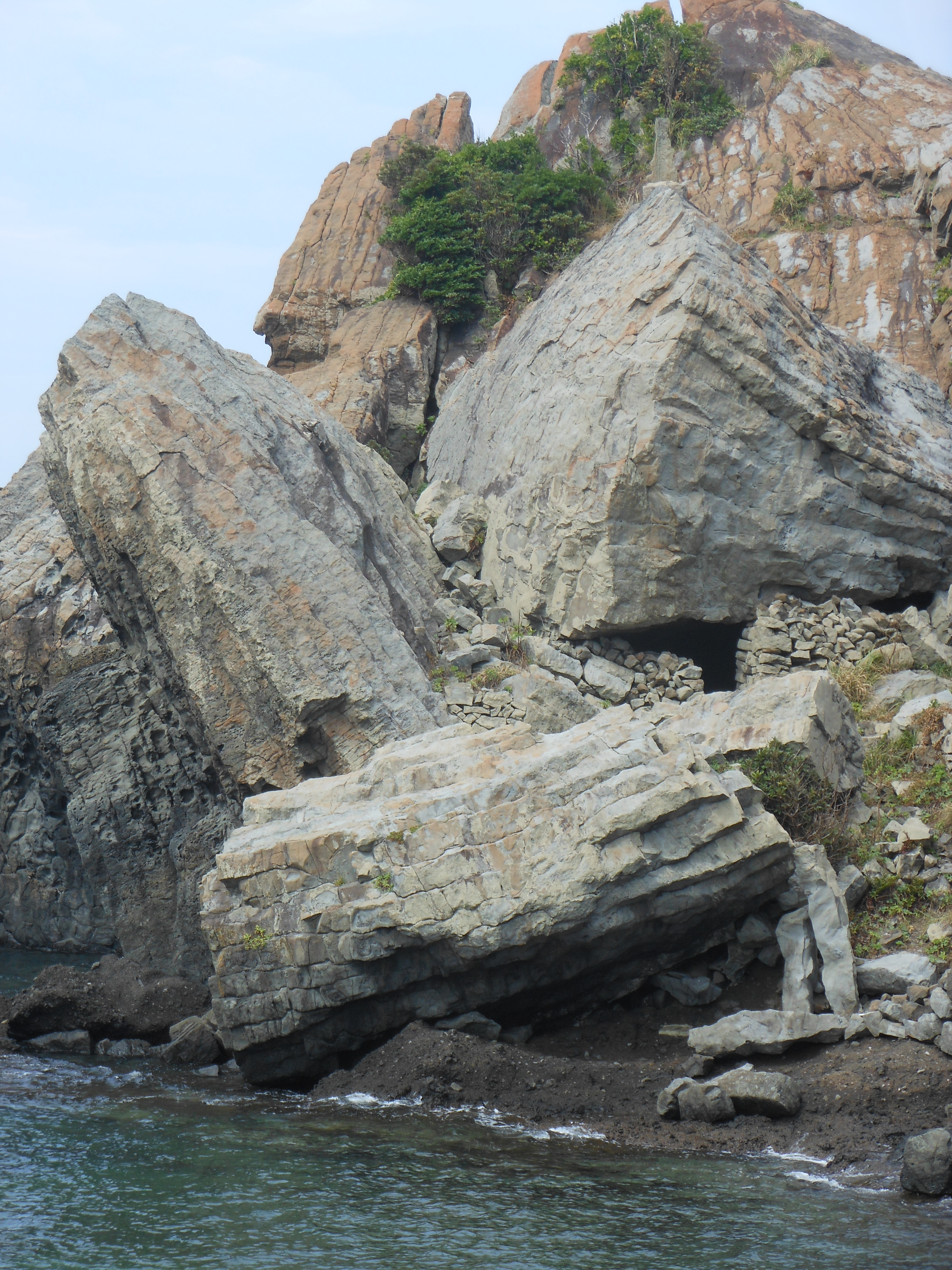
柱状節理が目立つ周囲の岩塊
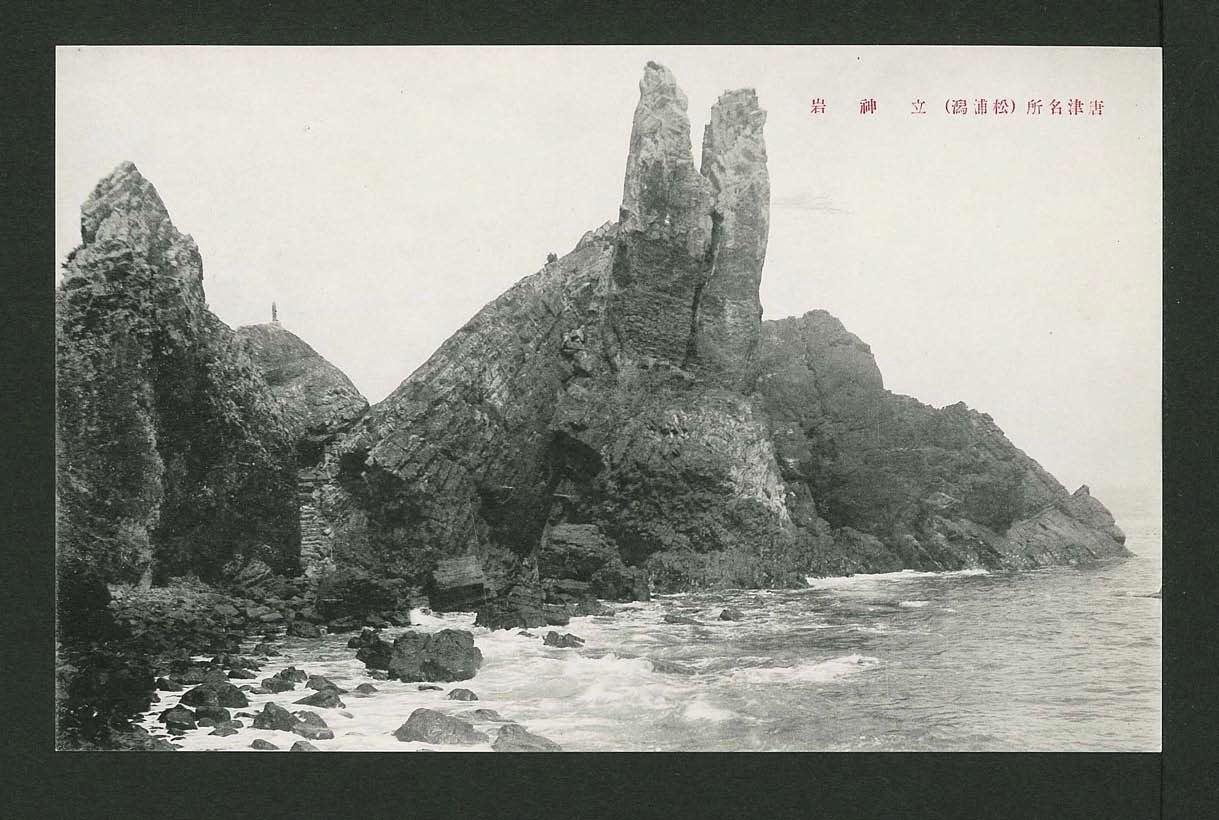
戦前の絵葉書『唐津松浦潟名勝』の写真より、東面